# Amikacine
L'amikacine est un antibiotique de la classe des aminosides utilisé dans le traitement des infections bactériennes, telles les infections articulaires, intra-abdominales, la méningite, la pneumonie, la septicémie, les infections des voies urinaires ou le traitement de la tuberculose multirésistante. La molécule est administrée uniquement par injection intraveineuse ou intramusculaire.
L'amikacine est une molécule proche de la kanamycine, découverte en 1971 par une équipe japonaise. Cet antibiotique fait partie de la liste des médicaments essentiels de l'Organisation Mondiale de la Santé. Il agit en bloquant le fonctionnement de la sous-unité 30S du ribosome bactérien, empêchant la bactérie de produire des protéines. Comme la plupart des antibiotiques de la classe des aminosides, l'amikacine peut provoquer des problèmes d'audition, d'équilibre ou des problèmes rénaux.

## Usage médical
L'amikacine est le plus souvent utilisée pour traiter les infections graves causées par des bactéries Gram-négatives aérobies multirésistantes, en particulier Pseudomonas, Acinetobacter, Enterobacter, E. coli, Proteus, Klebsiella et Serratia. Les seules bactéries Gram-positives fortement sensibles à l'amikacine sont les genres Staphylococcus et Nocardia. L'amikacine peut également être utilisée pour traiter les infections mycobactériennes non tuberculeuses et la tuberculose (si elle est causée par des souches sensibles) lorsque les médicaments de première intention ne parviennent pas à contrôler l'infection. La molécule est rarement utilisée seule.

### Espèces résistantes
Malgré le spectre assez large d'utilisation de l'amikacine, cet antibiotique est inefficace sur les bactéries Gram positif Enterococcus, Streptococcus pyogenes, Streptococcus de type B, C, G, Streptococcus pneumoniae, Clostridium perfringens, Clostridioides difficile ainsi que sur les bactéries Gram négatif aérobiques Burkholderia cepacia, Stenotrophomonas maltophilia et les bactéries Gram négatif Bacteroides, Prevotella mais aussi Chlamydia, Chlamydophila, Mycoplasma ou Ureaplasma urealyticum.

### Interactions
L'amikacine est utilisée avec les pénicillines pour créer un effet additif contre certaines bactéries et avec les carbapénèmes pour obtenir un effet synergique contre certaines bactéries Gram-positives. Un autre groupe de bêta-lactamines, les céphalosporines, peut augmenter la néphrotoxicité des aminosides et élever de façon aléatoire les taux de créatinine. Les antibiotiques chloramphénicol, clindamycine et tétracycline sont connus pour inactiver les aminosides en général par antagonisme pharmacologique.
L'amikacine accroit les effets des médicaments dérivés de la toxine botulique, des anesthésiants de la famille des curares.
L'amikacine est molécule ototoxique, son association avec des molécules présentant les mêmes propriétés telles vancomycine et teicoplanine, les aminosides, les cytotoxiques tels que les organoplatines, et les diurétiques de l'anse nécessite une surveillance de la fonction auditive.
Cet antibiotique présente également une toxicité rénale, son association avec des molécules présentant cette propriété comme produits de contraste iodés, les aminosides, les organoplatines, le méthotrexate à fortes doses, certains antiviraux (tels les « ciclovirs », le foscarnet), la pentamidine, la ciclosporine ou le tacrolimus doit entraîner un suivi de la fonction rénale.

## Pharmacologie

### Mode d'action
L'amikacine se lie de manière irréversible à l'ARNr 16S et à la protéine S12 de liaison à l'ARN de la sous-unité 30S du ribosome procaryote et inhibe la synthèse des protéines en modifiant la forme du ribosome afin qu'il ne puisse pas lire correctement les codons de l'ARNm. L'amikacine agit en fonction de la concentration et a une meilleure action dans un environnement alcalin.

### Résistance
L'amikacine n'est pas affectée par la majorité des enzymes inactivant les antibiotiques et responsables de la résistance aux antibiotiques chez les bactéries, à l'exception de l'aminoacétyltransférase et de la nucléotidyltransférase.
La présence du fragment L-hydroxyaminobuteroyl amide (L-HABA) lié à l'azote N-1 (absent sur la kanamycine qui ne dispose que d'un hydrogène) qui bloque l'accès et diminue l'affinité des enzymes inactivant les aminosides,.
L'amikacine se retrouve avec un seul site accessible à ces enzymes. À titre de comparaison la gentamicine et la tobramycine disposent de six sites pouvant être attaqués.
Les bactéries résistantes à la streptomycine et à la capréomycine sont toujours sensibles à l'amikacine, les bactéries résistantes à la kanamycine ont une sensibilité variable à l'amikacine. En revanche une résistance à l'amikacine confère systématiquement à la bactérie une résistance à la kanamycine et à la capréomycine.
Chez Mycobacterium tuberculosis, la bactérie responsable de la tuberculose, une mutation du gène rrs, codant l'ARNr 16S entraine une baisse de l'affinité de l'amikacine et de la kanamycine avec le ribosome bactérien.
Des mutations sur l'aminoglycoside acétyltransférase (AAC) et sur l'aminoglycoside adénylyltransférase (AAD) entrainent l'apparition de résistances : chez Pseudomonas aeruginosa est causée par l'AAC(6')-IV, qui confère également une résistance à la kanamycine, à la gentamicine et à la tobramycine ; quant à Staphylococcus aureus et S. epidermidis, la résistance est apportée par l'AAD(4', 4) à la kanamycine, à la tobramycine et à l'apramycine. Certaines souches de S. aureus peuvent également inactiver l'amikacine en la phosphorylant.

### Pharmacocinétique
L'amikacine n'est pas absorbée par voie orale et doit donc être administrée par voie parentérale. la molécule atteint des concentrations sériques maximales entre 30 min et 2 heures en administration par voie intramusculaire. Moins de 11% de l'amikacine se lie réellement aux protéines plasmatiques. Il est distribué dans le cœur, la vésicule biliaire, les poumons et les os, ainsi que dans la bile, les expectorations, le liquide interstitiel, le liquide pleural et le liquide synovial. On la trouve à de faibles concentrations dans le liquide céphalo-rachidien, sauf lors d'une administration par voie intraventriculaire. Chez les nourrissons, l'amikacine se trouve normalement à 10-20% des niveaux plasmatiques dans le liquide céphalo-rachidien, mais la quantité atteint 50% en cas de méningite. La molécule ne traverse pas facilement la barrière hémato-encéphalique ni ne pénètre dans les tissus oculaires.
Alors que la demi-vie de l'amikacine est normalement de deux heures, elle atteint 50 heures chez les personnes atteintes d'insuffisance rénale terminale.
La grande majorité (95 %) de l'amikacine d'une dose intramusculaire ou intraveineuse est sécrétée sous forme inchangée par filtration glomérulaire et dans l'urine dans les 24 heures. Les facteurs à l'origine de  l'excrétion de l'amikacine dans l'urine sont le faible poids moléculaire, sa solubilité élevée dans l'eau et son état non métabolisé.

## Découverte
L'amikacine a été synthétisée à partir de la kanamycine par une équipe japonaise en 1971.

## Divers
L'amikacine fait partie de la liste des médicaments essentiels de l'Organisation mondiale de la santé (liste mise à jour en avril 2013).
L'amikacine est l'aminoglycoside le moins susceptible d'être neutralisé par des enzymes bactériennes. Puisque la production de résistance aux antibiotiques par les bactéries devient de plus en plus courant, il est recommandé d'utiliser l'amikacine comme dernier recours.